# Villemolaque
Villemolaque är en kommun i departementet Pyrénées-Orientales i regionen Occitanien i södra Frankrike. Kommunen ligger i kantonen Thuir som tillhör arrondissementet Perpignan. År 2022 hade Villemolaque 1 289 invånare.

## Befolkningsutveckling
Antalet invånare i kommunen Villemolaque
| Referens: INSEE |